# Xove
Xove (spanisch Jove) ist eine spanische Gemeinde (Concello) mit 3.327 Einwohnern (Stand: 2024) in der Provinz Lugo der Autonomen Gemeinschaft Galicien.

## Geografie
Xove liegt am nördlichen Rand der Provinz Lugo an der Biscaya ca. 75 Kilometer nördlich der Provinzhauptstadt Lugo.
Umgeben wird Xove von den drei Nachbargemeinden:
|         | Atlantischer Ozean                          |       |
| Viveiro | Kompassrose, die auf Nachbargemeinden zeigt | Cervo |
|         | O Valadouro                                 |       |

Xove ist ein Hafen- und Badeort an der Kantabrischen See mit kleineren vorgelagerten Inseln unweit der Küste. Die größte ist O Ansarón, ca. 150 Meter vom Festland getrennt. Das Oberflächenrelief des Gemeindegebiets ist bis auf das Tal des Sor hügelig mit verhältnismäßig geringen Höhen, von meist gut 100 m direkt an der Küste bis über 600 m im Binnenland ansteigend, wie beispielsweise der Pozo do Piao (607 m) am südlichen Ende des Gemeindegebiets. Die Gebirgsketten Montes do Buio und Montes dos Cabaleiros grenzen im Südwesten bzw. im Südosten an das Gebiet der Gemeinde.
Der Río da Rigueira entspringt im Süden des Gebiets der Gemeinde, fließt in nördlicher Richtung durch das Gemeindegebiet und mündet in das Meer. Kleinere Nebenflüsse, wie der Rego de Guilán, bewässern ebenfalls das Gemeindegebiet. Der Río Cove bildet abschnittsweise die natürliche Grenze zur östlichen Nachbargemeinde Cervo.

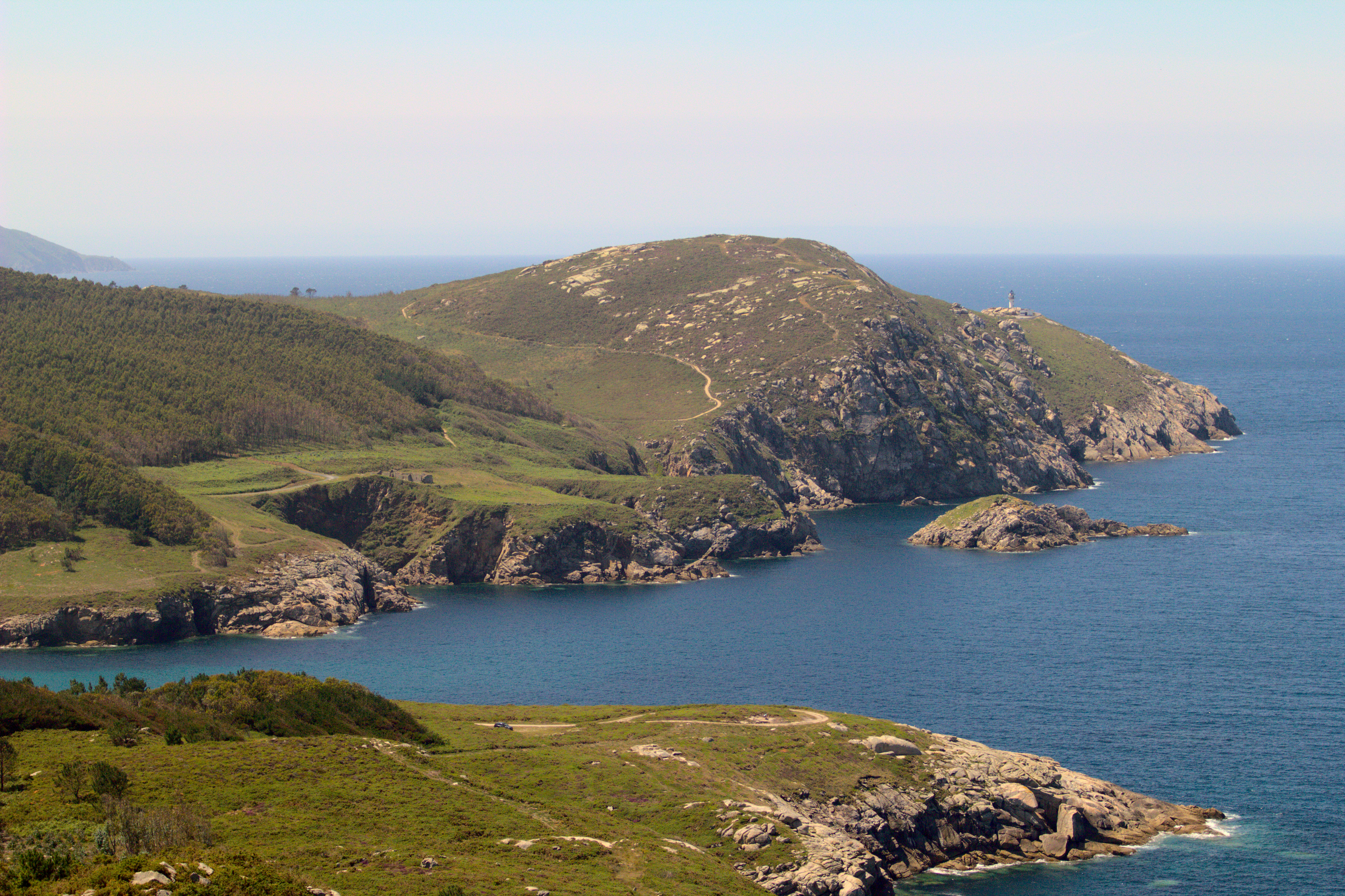
Blick auf einen Küstenabschnitt
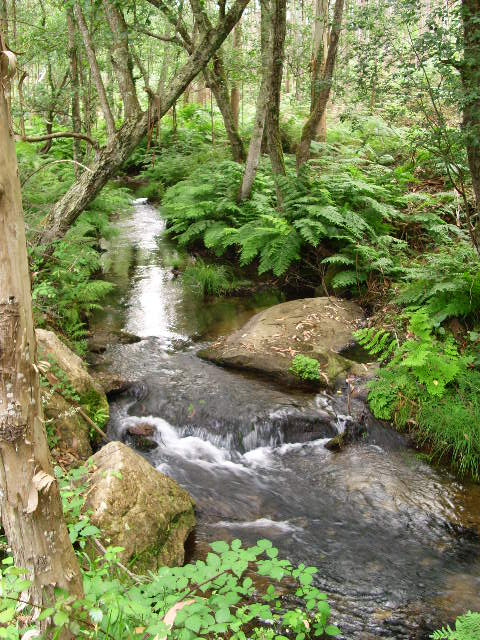
Río da Rigueira

## Klima
|                        | Jan  | Feb  | Mär  | Apr  | Mai  | Jun  | Jul  | Aug  | Sep  | Okt  | Nov  | Dez  |   |      |
| Mittl. Temperatur (°C) | 9,4  | 9,1  | 10,4 | 11,6 | 13,8 | 16,6 | 18,4 | 19   | 17,7 | 15,3 | 11,7 | 10,1 | ⌀ | 13,6 |
| Mittl. Tagesmax. (°C)  | 11,8 | 11,9 | 13,6 | 14,8 | 17   | 19,8 | 21,7 | 22,3 | 21,1 | 18,5 | 14,1 | 12,6 | ⌀ | 16,6 |
| Mittl. Tagesmin. (°C)  | 7,1  | 6,6  | 7,6  | 8,7  | 10,7 | 13,6 | 15,5 | 16,1 | 15   | 12,7 | 9,5  | 7,8  | ⌀ | 10,9 |
|                        |      |      |      |      |      |      |      |      |      |      |      |      |   |      |
| Niederschlag (mm)      | 122  | 95   | 93   | 104  | 88   | 60   | 42   | 53   | 71   | 117  | 141  | 116  | Σ | 1102 |
|                        |      |      |      |      |      |      |      |      |      |      |      |      |   |      |
| Sonnenstunden (h/d)    | 4,4  | 5,0  | 6,2  | 6,9  | 7,1  | 7,2  | 6,9  | 6,7  | 6,7  | 6,5  | 5,0  | 5,0  | ⌀ | 6,1  |
|                        |      |      |      |      |      |      |      |      |      |      |      |      |   |      |
| Regentage (d)          | 11   | 9    | 9    | 11   | 10   | 8    | 7    | 7    | 8    | 11   | 13   | 11   | Σ | 115  |
|                        |      |      |      |      |      |      |      |      |      |      |      |      |   |      |
| Luftfeuchtigkeit (%)   | 80   | 79   | 79   | 79   | 79   | 79   | 77   | 77   | 79   | 80   | 81   | 79   | ⌀ | 79   |

| 7,1 |

| 6,6 |

| 7,6 |

| 8,7 |

| 10,7 |

| 13,6 |

| 15,5 |

| 16,1 |

| 15 |

| 12,7 |

| 9,5 |

| 7,8 |

| 7,1 |

| 6,6 |

| 7,6 |

| 8,7 |

| 10,7 |

| 13,6 |

| 15,5 |

| 16,1 |

| 15 |

| 12,7 |

| 9,5 |

| 7,8 |

Das Klima zeichnet sich durch mäßig warme Sommer und milde Winter aus. Es herrscht ganzjährig eine hohe Luftfeuchtigkeit zwischen 77 % und 81 %. Der November ist der feuchteste Monat des Jahres und mehr als dreimal so niederschlagsreich wie der Juli, der trockenste Monat des Jahres. 45 % der Niederschläge fallen in den vier Monaten Oktober bis Januar. Die Niederschlagsmengen nehmen in den Sommermonaten Juni bis August ab. Das Klima ist als Ozeanklima (Cfb-Klima) nach Köppen und Geiger klassifiziert.

## Bevölkerungsentwicklung der Gemeinde
Legende: Jové___Xove

Quelle: INE-Archiv – grafische Aufarbeitung für Wikipedia
Nach einem Anwachsen der Gemeindegröße auf über 4000 Einwohner um 1950 sank die Zahl der Bevölkerung in der Folgezeit verhältnismäßig leicht bis unter 3500.
| Männer | Alterstufe | Frauen |
| ------ | ---------- | ------ |
| 2      | 100+       | 1      |
| 3      | 95–99      | 9      |
| 24     | 90–94      | 36     |
| 49     | 85–89      | 99     |
| 60     | 80–84      | 82     |
| 81     | 75–79      | 105    |
| 82     | 70–74      | 85     |
| 115    | 65–69      | 103    |
| 108    | 60–64      | 115    |
| 114    | 55–59      | 121    |
| 100    | 50–54      | 122    |
| 137    | 45–49      | 124    |
| 177    | 40–44      | 115    |
| 203    | 35–39      | 127    |
| 112    | 30–34      | 78     |
| 78     | 25–29      | 64     |
| 53     | 20–24      | 41     |
| 61     | 15–19      | 66     |
| 54     | 10–14      | 42     |
| 66     | 5–9        | 55     |
| 45     | 0–4        | 46     |

Am 1. Januar 2021 waren ca. 60 % der Bevölkerung (60 % der Männer, 55 % der Frauen) im erwerbsfähigen Alter (20–64), während dieser Wert für ganz Spanien ca. 61 % betrug.
Eine erhebliche Überalterung der Bevölkerung der Gemeinde zeigt folgende Tabelle, bei der das Verhältnis von Gruppen von älteren Personen mit Gruppen von Personen der jüngeren Generation verglichen wird:
| Alter | Anzahl Personen | Alter | Anzahl Personen | Provinz | Galicien | Spanien |
| ----- | --------------- | ----- | --------------- | ------- | -------- | ------- |
| 60–64 | 100             | 20–24 | 42              | 49      | 58       | 79      |
| 55–59 | 100             | 15–19 | 54              | 45      | 57       | 71      |
| 50–54 | 100             | 10–14 | 43              | 47      | 56       | 68      |

## Gemeindegliederung
Die Gemeinde Xove ist in acht Parroquias gegliedert:
| Parroquias | Patrozinium   | Einwohner 2024 | Fläche km² | Dichte Einw./km² | Höhe msnm | Ortskennzahl |
| ---------- | ------------- | -------------- | ---------- | ---------------- | --------- | ------------ |
| Lago       | Santa Eulalia | 153            | 8,24       | 19               | 43        | 27025010000  |
| O Monte    | Santo Isidoro | 96             | 26,79      | 4                | 368       | 27025020000  |
| Morás      | San Clemente  | 112            | 3,22       | 35               | 56        | 27025030000  |
| Portocelo  | San Tirso     | 274            | 6,47       | 42               | 5         | 27025040000  |
| A Rigueira | San Miguel    | 812            | 21,68      | 37               | 116       | 27025050000  |
| Sumoas     | Santo Estevo  | 137            | 4,88       | 28               | 39        | 27025060000  |
| Xove       | San Bartolo   | 1.431          | 5,44       | 263              | 63        | 27025070000  |
| Xuances    | San Pedro     | 315            | 12,60      | 25               | 137       | 27025080000  |

Der Hauptort der Gemeinde, Xove, befindet sich in der gleichnamigen Parroquia.

## Strände
An der Küste der Gemeinde gibt es sechs Strände:
- Playa de Lago

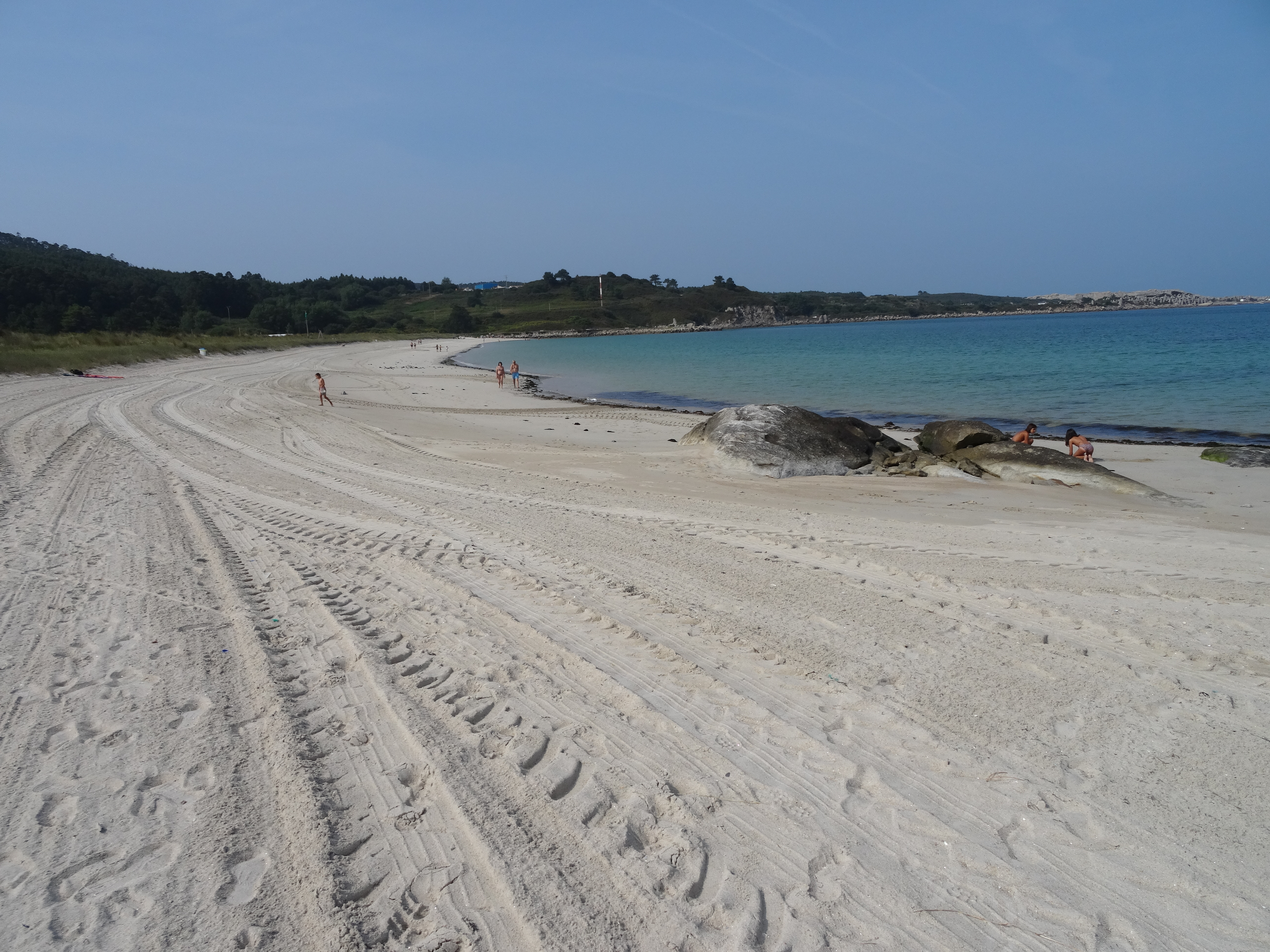
Strand von Lago

Strand aus feinem weißem Sand, mit ruhigen Wellen, etwas windig und mit einer geraden Form. Er misst etwa 650 Meter in der Länge und seine Breite variiert zwischen 25 Metern bei Flut und 80 Metern bei Ebbe.* Playa de Esteiro
Breite Sandbank von 400 Metern Länge und einer oszillierenden Breite mit den Gezeiten zwischen 40 und 120 Metern. Er besteht aus sehr weißem und feinem Sand und befindet sich in einer sehr wenig urbanisierten Umgebung. 
Aufgrund seines kristallklaren und reinen Wassers, das frei von jeglicher Verschmutzung ist, wird er jedes Jahr mit der Blauen Flagge ausgezeichnet. Es wird von Surfern als einer der besten Strände angesehen, um diesen Sport auszuüben. Deshalb wird hier seit 2017 die Esteiro Open Surf Championship ausgetragen, ein Test, der in der galicischen Surfmeisterschaft punktet.
- Playa de Muiñelo

Eigentlich ist dies ein saisonaler Strand. Dies bedeutet, dass er in den Sommermonaten erscheint, wenn es keine großen Stürme gibt, die den Sand aus dieser felsigen Gegend ziehen. Wenn das Meer die Ansammlung von Sand zulässt, ist er weiß und fein und füllt die erste Meereslinie aus, wobei nur die Felsbrocken, die der Küste am nächsten liegen, unbedeckt bleiben. Angesichts des enormen Reichtums der Unterwasserlandschaft ist die Umgebung ideal zum Angeln und für die Wasserfotografie.
- Playa de Portocelo

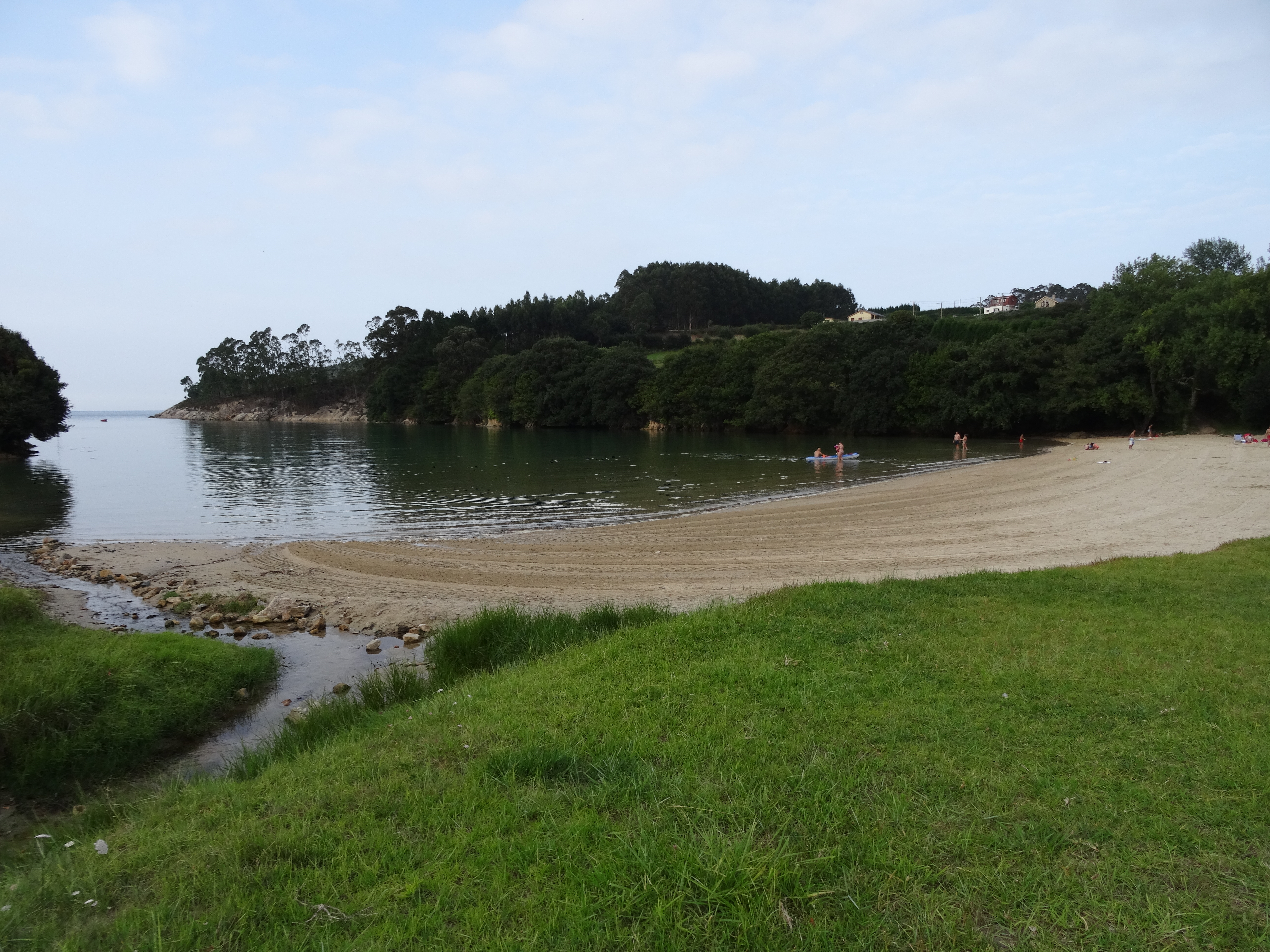
Strand von Portocelo

Ruhig und einsam, mit feinem weißen Sand, ist dies ein Strand mit sehr wenig Wellen. Sein Name kommt vom lateinischen „Portus Celo“ oder „versteckter Hafen“. Diesen Namen verdankt er seiner versteckten Lage am Ende der gleichnamigen Bucht, die als Flaschenhals in diesen ruhigen Strand mündet. Es ist wie eine Muschel geformt, geschützt in der gleichnamigen Bucht und befindet sich in einer Hafenumgebung von großer landschaftlicher Schönheit. Es präsentiert auch eine Fülle von Vegetation und Meeresfauna. Bei Ebbe teilt er sich in zwei Sandbänke, Portocelo und Canelas. Der Strand gilt als idealer Ort zum Angeln, sowohl von der Küste als auch vom Meer aus, sowie für andere Wassersportarten wie Tauchen.
- Playa O Portiño de Morás

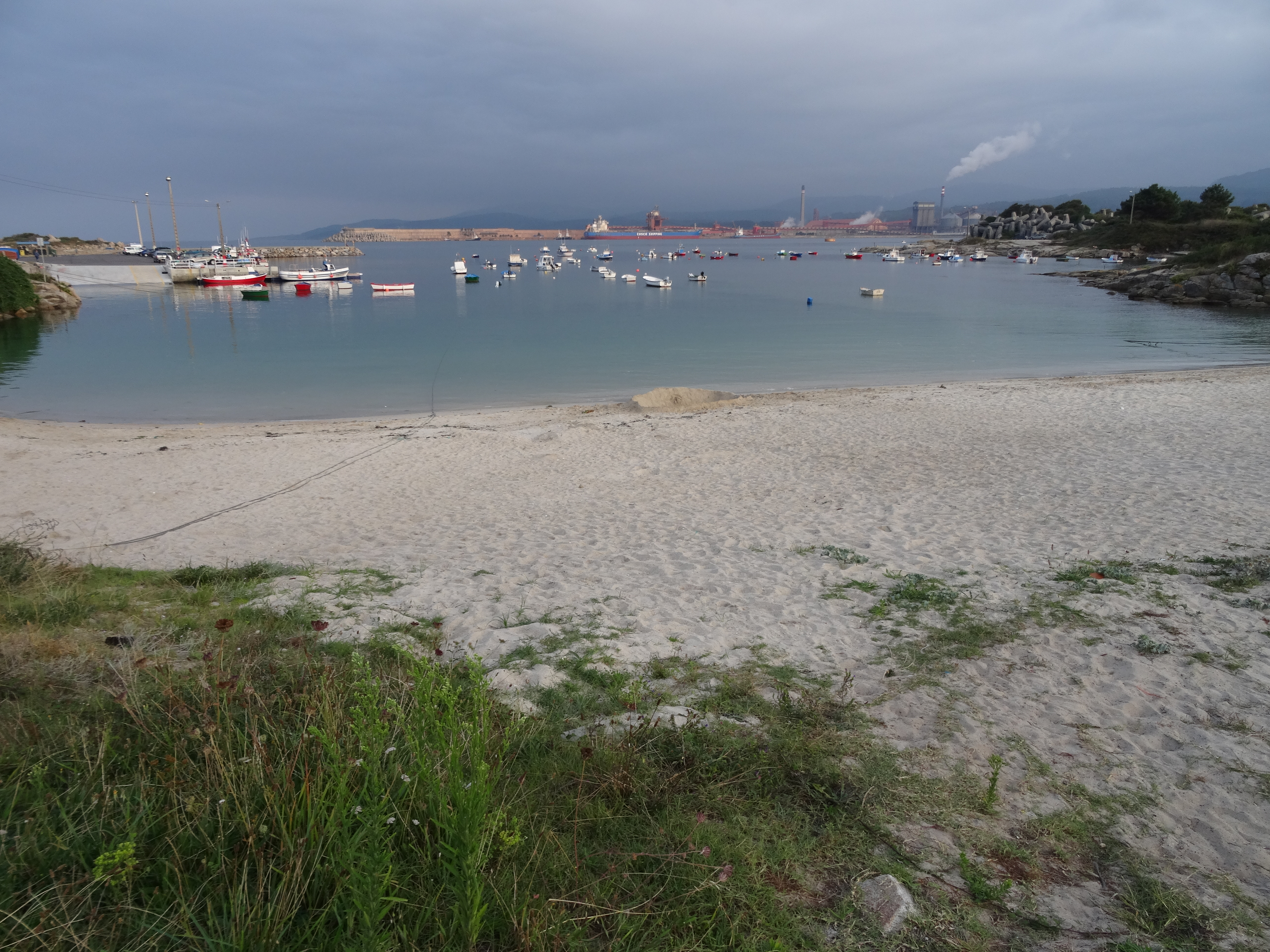
Strand von Morás

Er ist ein kleiner weißer Sandstrand mit wenigen Wellen, er ist 80 Meter lang und befindet sich im Hafengebiet von Morás. Neben diesem Gebiet befanden sich die Einrichtungen der Walfangfabrik von Morás, dem letzten Überbleibsel der Walfangvergangenheit dieser Stadt, an die heute ein ethnografischer Spaziergang erinnert. Der kleine Strand hat einen Reinigungsservice, Toiletten und Duschen. Es ist von einer Promenade umgeben, einem ehemaligen Areal für die Walfänger und der Herstellung von Dolus, kuriose Betonformen, die hier Ende der 1980er Jahre für den Bau des Wellenbrechers für den Hafen der Aluminiumfabrik in den 1970er Jahren hergestellt wurden. Der Strand von O Portiño gilt aufgrund seines reichen Meeresökosystems als idealer Ort zum Angeln.
- Playa da Cova

Strand in der Parroquia Morás, zwischen den Sandbänken von Lago und O Portiño de Morás. Er ist der einzige für Hunde zugelassene Strand in der Gemeinde Xove. Der Strand misst etwa 70 Meter in der Länge und wird nicht überwacht.

## Geschichte
Der Ortsname von Xove kommt vom Namen lateinischen Ursprungs „Iovius“, von der Form des Genitivs „Iovii“, (deutsch Jupiter), dem Hauptgott der römischen Mythologie. Dies ist der Grund, aus dem man annimmt, dass die Römer nach der Eroberung einen Tempel von ausreichender Bedeutung in diesen Ländern errichteten, um der Gemeinde ihren Namen zu geben.
Der Beweis dafür, dass Xove seit mehr als 4000 Jahren bewohnt ist, sind die zahlreichen prähistorischen Stätten, die auf seinem Territorium verzeichnet sind. Hervorzuheben ist der Steinkreis von Lavandeiras, der während der Arbeiten an der Schnellstraße gefunden wurde und den Archäologen auf etwa 2000 v. Chr. datieren. Dieser Henge hat einen Durchmesser von etwa 80 Metern und ist damit der größte, der bisher auf der Iberischen Halbinsel entdeckt wurde. Der Fund gewinnt an Bedeutung, weil er die Verbindung unserer Geschichte mit der der britischen Inseln aufzeigt, wo das Auftreten dieser Art von Monumenten üblich ist.
Die Mámoas, Grabhügel mit rundem oder ovalem Grundriss mit einem Dolmen im Inneren, sind eine weitere Art von zahlreichen und wichtigen prähistorischen Bauwerken im Gebiet von Xove. Hervorzuheben ist die Mámoa de Guilán, die sich 2017 in der Parroquia Xuances befindet. Sie hat einen kompletten Dolmen und einen Durchmesser von 30 Metern, was sie zur größten in der gesamten Comarca von A Mariña macht.
Diese ersten Bewohner von Xove hinterließen auch ihre Spuren auf den Steinen in Form von gemeißelten grafischen Manifestationen, wie in der Petroglyphe von Monte, die Archäologen ungefähr zwischen 3000 und 2000 v. Chr. datieren.
Auf die gleiche Weise übertrugen die Einwohner von Xove zu Beginn unserer Zeitrechnung ihre Architektur in den Steinen der neun Castros, die sich in den Parroquias Sumoas, Xuances, Morás und Portocelo befinden.
Bemerkenswert ist 1939 im Castro Vilar in Xuances der Fund einer römischen Fibel aus Bronze vom Ringtyp, die zwischen dem ersten und vierten Jahrhundert n. Chr. datiert wurde. Dieses Metallstück wurde zum Befestigen von Kleidungsstücken wie Togen verwendet und wird heute im Provinzialmuseum von Lugo aufbewahrt.
Der Monte Medela (346 m) befindet sich in Xove an der Grenze zu Cervo. Manche identifizieren diesen Berg mit Monte Medulio, wo 22 v. Chr. die Schlacht der galicischen, kantabrischen und asturischen Krieger stattfand gegen die römischen Legionen von Gaius Furnius und Publius Carisius und wo die letzten widerständigen Krieger es vorzogen, Selbstmord zu begehen, bevor sie sich den Eindringlingen Roms ergaben.
Die ersten Schriften über Xove stammen aus dem achten Jahrhundert, während der Regierungszeit von König Alfons I., als der Diakon Rodrigo de Coimbra ein Testament vom 28. April 787 hinterließ, in dem er zwei von ihm gegründete Doppelklöster vermachte, eines in Santo Estevo de Sumoas und ein weiteres in San Tirso de Portocelo. Dieses klösterliche Modell, das Mönchs- und Nonnenklöster unter derselben Autorität zusammenfasste, war zu Beginn des Christentums weit verbreitet und diente der Festigung der Region nach der von den asturischen Königen begonnenen Reconquista.
Das Gebiet von Xove, bestehend aus den Gerichtsbezirken Portocelo, Galdo und Viveiro, gehörte im Mittelalter zum kirchlichen Gemarkung des Bistums Mondoñedo, das seit 1111 Bischofssitz war. Xove trat in der ersten Hälfte des 19. Jahrhunderts als Gemeinde in Erscheinung, als es 1822 unter dem Namen Portocelo in die Provinz Lugo integriert wurde und die Parroquias Lago, Morás, Portocelo, A Rigueira, Sumoas und Xove umfasste. Letzter gab der Gemeinde ab 1940 den Namen geben.

## Sehenswürdigkeiten
- Petroglyphe von Monte
- Steinkreis von Lavandeiras
- Mámoa von Guilán

- Castro de San Tirso

Xove ist eine der Gemeinden mit den meisten Castros, insgesamt neun, die im Kulturerbe-Katalog der Xunta de Galicia eingetragen sind. Das Castro de San Tirso ist unter dem Namen „Castro de Portocelo“ oder „Punta Mechiluíde“ registriert, nach dem Namen des Kaps, an dem es sich befindet. Es befindet sich an einem wilden und schönen Ort am Eingang der Bucht von Portocelo, und heute sind nur noch die Mauern der San Tirso-Kapelle, der Friedhof und die Verteidigungsmauern zu sehen.
An dieser Stelle befand sich eine um 1200 v. Chr. bewohnte vorrömische Festung, von der der enorme Verteidigungsgraben und ein Teil zweier Mauern erhalten sind.
Nach dem Willen des Diakons Rodrigo de Coimbra wurde diese Festung im 8. Jahrhundert n. Chr. mit der Gründung eines dem heiligen Thyrsos geweihten Doppelklosters christianisiert. Das Mönchtum entwickelte sich in den ersten Jahrhunderten des Christentums, um den Glauben zu verbreiten und die von den asturischen Königen von den Muslimen zurückeroberten Gebiete zu sichern. Im Jahr 1156 behielt es seinen Klosterstatus bei, wie aus den im Archiv der Kathedrale von Mondoñedo aufbewahrten Dokumenten hervorgeht.
Heute sind nur noch die Ruinen der Kapelle San Tirso übrig, die im 17. Jahrhundert auf den Überresten des Klosters errichtet wurde und bis in die 1920er Jahre als Pfarrkirche diente, als die heutige Kirche San Tirso im Dorf Vilacha errichtet wurde.
An der Stelle sind einer der Wassergräben und einige Teile von zwei Mauern auf der Südwestseite mit bloßem Auge sichtbar. Das Castro-Gehege misst etwa anderthalb Hektar und ist recht gut abgegrenzt; im Norden ist das Meer und im Süden sind die Mauern, über die die Straße führt.
- Castro de Coto da Vela

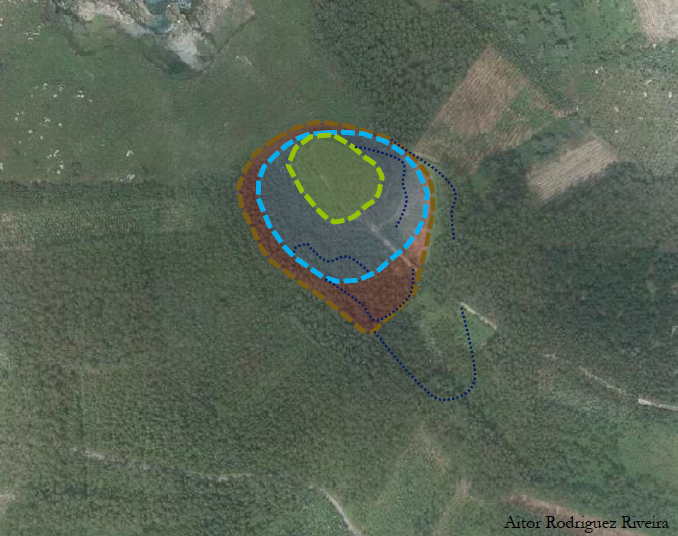
Strukturen des Castros

Der Castro liegt 158 m über dem Meeresspiegel auf einem hohen Vorgebirge, das ein weites Gebiet dominiert. Die Ortsnamen des Gebiets weisen auf die Anwesenheit der Siedlung selbst hin, die „Sucastro“-Bucht oder der Name „Coto de la Vela“ selbst, der sich auf einen Aussichtspunkt beziehen kann. Der steile Hang in Form einer Felswand auf der Nordseite dient als natürlicher Schutz. In den restlichen Sektoren folgen künstliche Abwehrsysteme aufeinander.
Das Gelände besteht aus einer oberen Einfriedung und drei aufeinanderfolgenden Terrassen, die sich bogenförmig nach Südosten öffnen. Fotos eines amerikanischen Fluges im Jahr 1956 zeigen die Überreste einer Stadt in sehr gutem Erhaltungszustand, was auf die Bedeutung dieser Siedlung für zukünftige archäologische Studien hindeutet. Heute ist es in verschiedene Parzellen in Privatbesitz aufgeteilt, die der Bewirtschaftung von Eukalyptusbäumen gewidmet sind.
- Casa de Villalba

Erbaut im alten Teil des Stadtzentrums von Xove. Sie hat fremde architektonische Elemente wie den Glasturm und den umliegenden Garten.
- O Pazo

Ein Herrenhaus innerhalb eines abgegrenzten Anwesens. Dieser höfische Bau lässt sich bis ins 15. Jahrhundert zurückverfolgen und gehörte dem Marschall Don Pedro Pardo de Cela, später von einer wohlhabenden Familie aus Mondoñedo erworben, den Almuíñas. Der Pazo hat einige Nebengebäude, die in die Hauptstruktur integriert sind, wie die Veranda, die Scheune, die Kapelle.
- Kirche Santo Isidoro de Monte

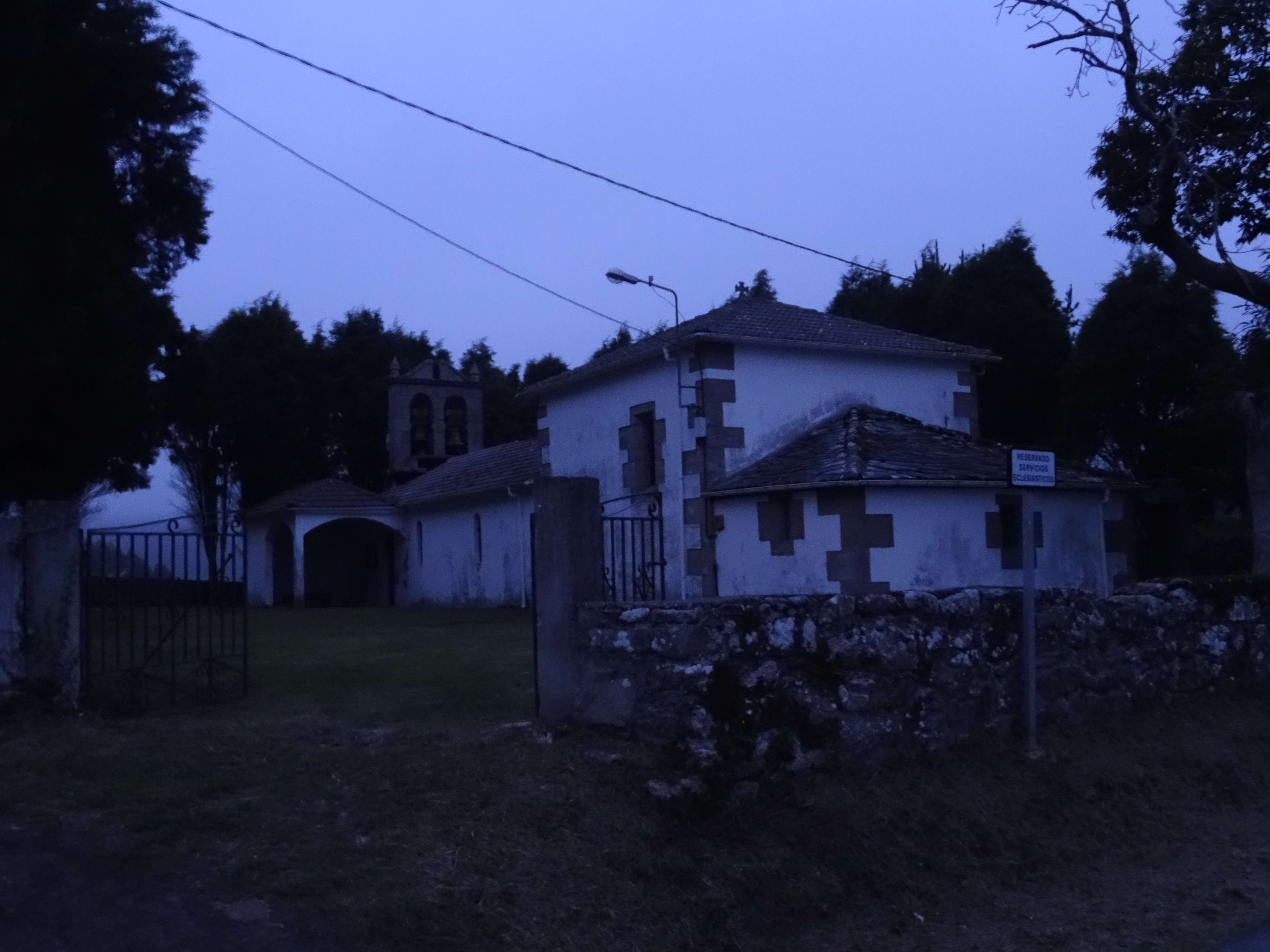
Kirche Santo Isidoro de Monte

Die Kirche aus dem 16. Jahrhundert wurde 1966 umgestaltet und bewahrt zwei alte Taufbecken und einen Rokoko-Altar aus dem 18. Jahrhundert. Sie besteht aus drei Schiffen. Die Kirche befindet sich neben der Petroglyphe von Monte, an einem Ort namens „Casa do Cura“.
- Kirche San Miguel da Rigueira

Ihre erste beurkundete Umgestaltung geht auf das Jahr 1616 zurück. Sie besteht aus einem Schiff, das auf vier auf Pilastern ruhenden Hauptbögen thront, mit einem Tonnengewölbe mit Lünetten. Das Querschiff ist höher als der Rest, mit einer Kuppel über vier Querbögen. Hervorzuheben ist ein großer Barockaltar mit zwei Korpussen und Bildern aus dem 17. und 18. Jahrhundert. Obwohl der Schutzpatron der Erzengel Michael ist, wird am 13. Juni die Wallfahrt des heiligen Antonius von Padua in dieser Kirche gefeiert.
- Kirche Santo Estevo de Sumoas

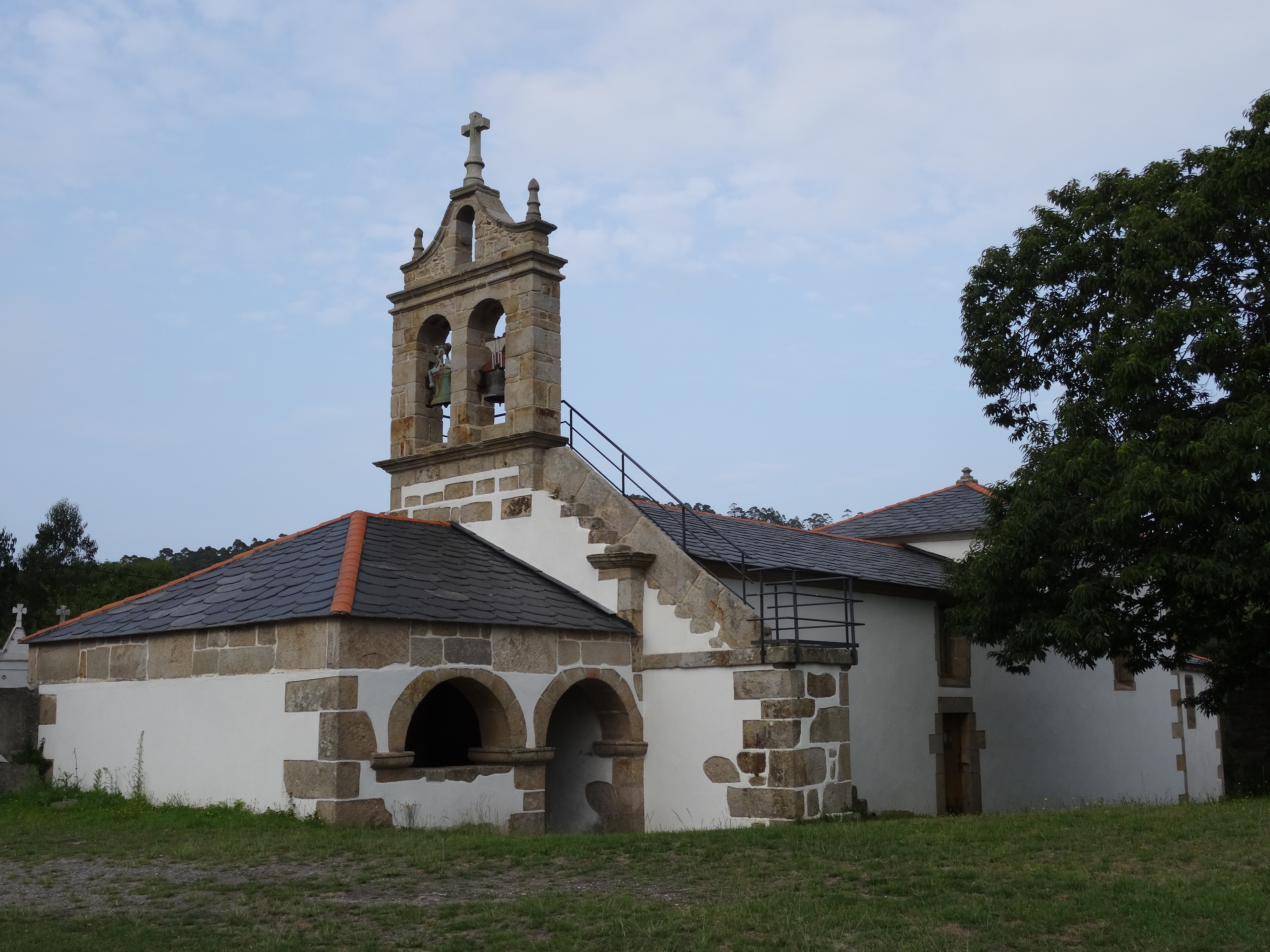
Kirche Santo Estevo de Sumoas

Sie befindet sich auf dem Gelände eines alten Castros. Die Kirche besteht aus einem mit einem Satteldach bedeckten Schiff auf einem Gewölbe mit drei Querbögen. Der Triumphbogen ist segmentiert. Der Glockengiebel besitzt zwei Öffnungen. Der Zugang zum Vorraum erfolgt über zwei seitliche Bögen an der Südseite. Die älteste dokumentierte Umgestaltung der Kirche stammt aus dem Jahr 1649. Sie hat einen Hauptaltar mit klassizistischer Tendenz aus dem 17. Jahrhundert. Die Kirche liegt im Zentrum von Sumoas neben dem Friedhof und dem Festplatz in einer Umgebung aus Wiesen, Bergen und Bäumen.
- Kirche San Bartolo de Xove

Ihr erster Umbau ist auf das Jahr 1670 datiert. Es besteht aus drei Schiffen, die durch Kreuzpfeiler getrennt sind, von denen Rund- und Schildbögen die drei Schiffe trennen. An der Hauptfassade erhebt sich ein Glockenturm mit zwei Öffnungen. Der Altarraum ist mit einem Walmdach bedeckt und hat die Sakristei auf der linken Seite. Am Hauptportal befindet sich eine Inschrift aus dem Jahr 1694. Die Kirche beherbergt einen barocken Hauptaltar aus dem 17. Jahrhundert und einen weiteren aus der Renaissance aus dem 16. Jahrhundert.
- Kirche San Pedro de Xuances

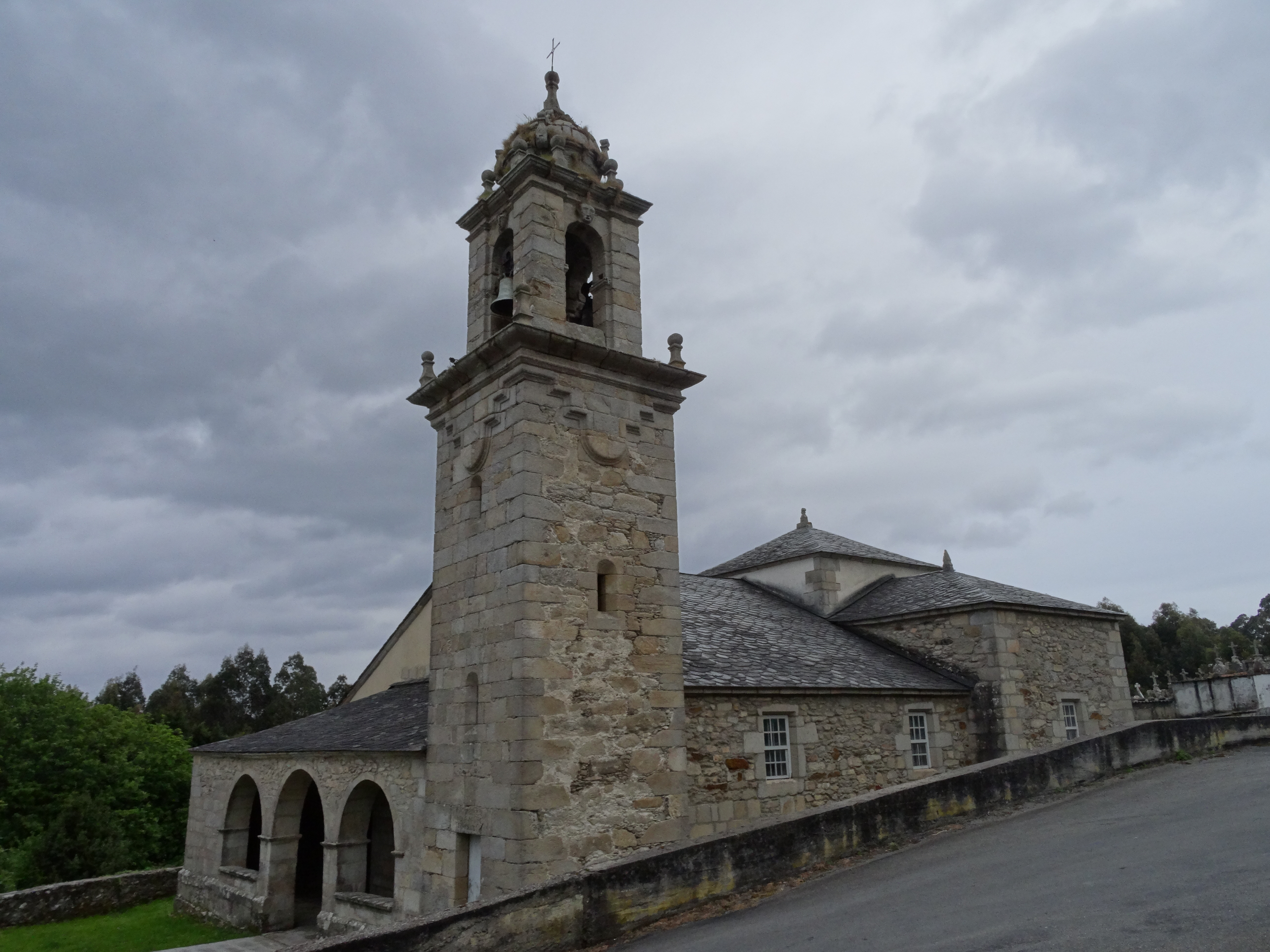
Kirche San Pedro de Xuances

Die Kirche wurde ursprünglichen Fabrik im romanischen Stil erbaut, im Jahre 1698 umgestaltet und deren Apsis 1799 nach Plänen von Blas de Barros ausgeführt wurde. Sie besteht aus drei Schiffen mit zwei durch Querbögen getrennten Abschnitten, einem Querschiff mit einer Kuppel und einem Kreuzgewölbe in den Armen. Die Sakristei ist an der linken Wand angebaut. Der Hauptfassade ist eine Vorhalle vorgebaut, daneben ein eleganter Turm auf zwei Ebenen, von einer halbkugelförmigen Kuppel gekrönt. Der Innenraum birgt Hauptaltarbild aus dem 18. Jahrhundert, ein Altarretabel im Renaissance-Stil auf der rechten Seite und ein modernes Retabel auf der linken Seite, alle mit interessanten Schnitzereien aus dem 17. und 18. Jahrhundert.
- Kirche Santa Eulalia de Lago

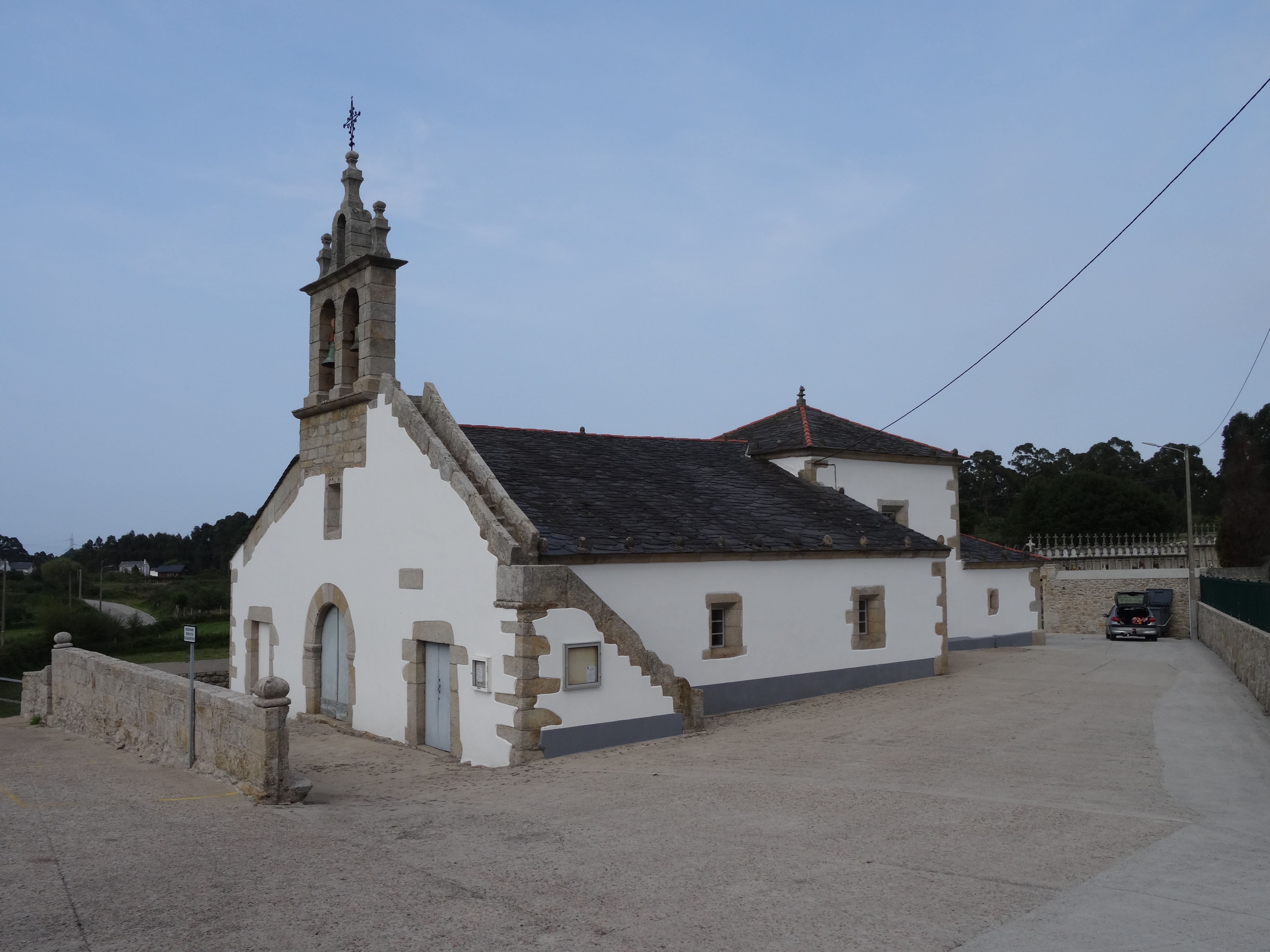
Kirche Santa Eulalia de Lago

Sie wurde im 17. Jahrhundert an der Stelle eines Vorgängerbaus errichtet. Die Kirche besteht aus einem viereckigen Kirchenschiff, das in drei Abschnitte unterteilt ist, die durch Halbkreisbögen getrennt sind, einer Hauptkapelle und einer dahinter angebauten Sakristei. Die Hauptfassade ist mit drei Türen durchbrochen, mit dem Haupteingang mit einem Halbkreisbogen in der Mitte und zwei Seitentüren mit Türstürzen.
Der Glockengiebel besitzt drei Öffnungen. Über der Mitteltür befindet sich die Inschrift „Iglesia de refugio“ (deutsch Kirche der Zuflucht). Es gibt auch einen kleinen kaum lesbaren Grabstein an der Hauptfassade. Das Kircheninnere birgt einen barocken Hauptaltar und barocke Seitenaltäre aus dem 18. Jahrhundert mit Schnitzereien unterschiedlicher Chronologie und einem Pavillon für die Prozession an Fronleichnam mit vier gedrehten Säulen und barocken Details.
- Kirche San Tirso de Portocelo

Sie wurde 1928 erbaut und besteht aus einem Mittelschiff mit einem Hauptaltar und einem Altarbild im Barockstil aus dem 17. Jahrhundert und zwei Nebenaltären sowie einem Glockengiebel mit zwei Löchern, in dem sich zwei Glocken befinden. Obwohl es sich um den jüngsten Tempel handelt, ist die Parroquia von Portocelo eine der ältesten, da sie als solche bereits im 13. Jahrhundert in historischen Dokumenten erscheint. Vor dem Bau dieser Pfarrkirche in den zwanziger Jahren des letzten Jahrhunderts wurde der Gottesdienst in der Einsiedelei San Tirso, heute eine Ruine, am Meer zwischen den Dörfern Portocelo und Vilachá abgehalten. Das Bildnis des Schutzpatrons der Gemeinde stammt aus der Werkstatt des Bildhauers Domingo Preto aus Ribadense und wurde in der ersten Hälfte des 17. Jahrhunderts in Auftrag gegeben.
- Kirche San Clemente de Morás

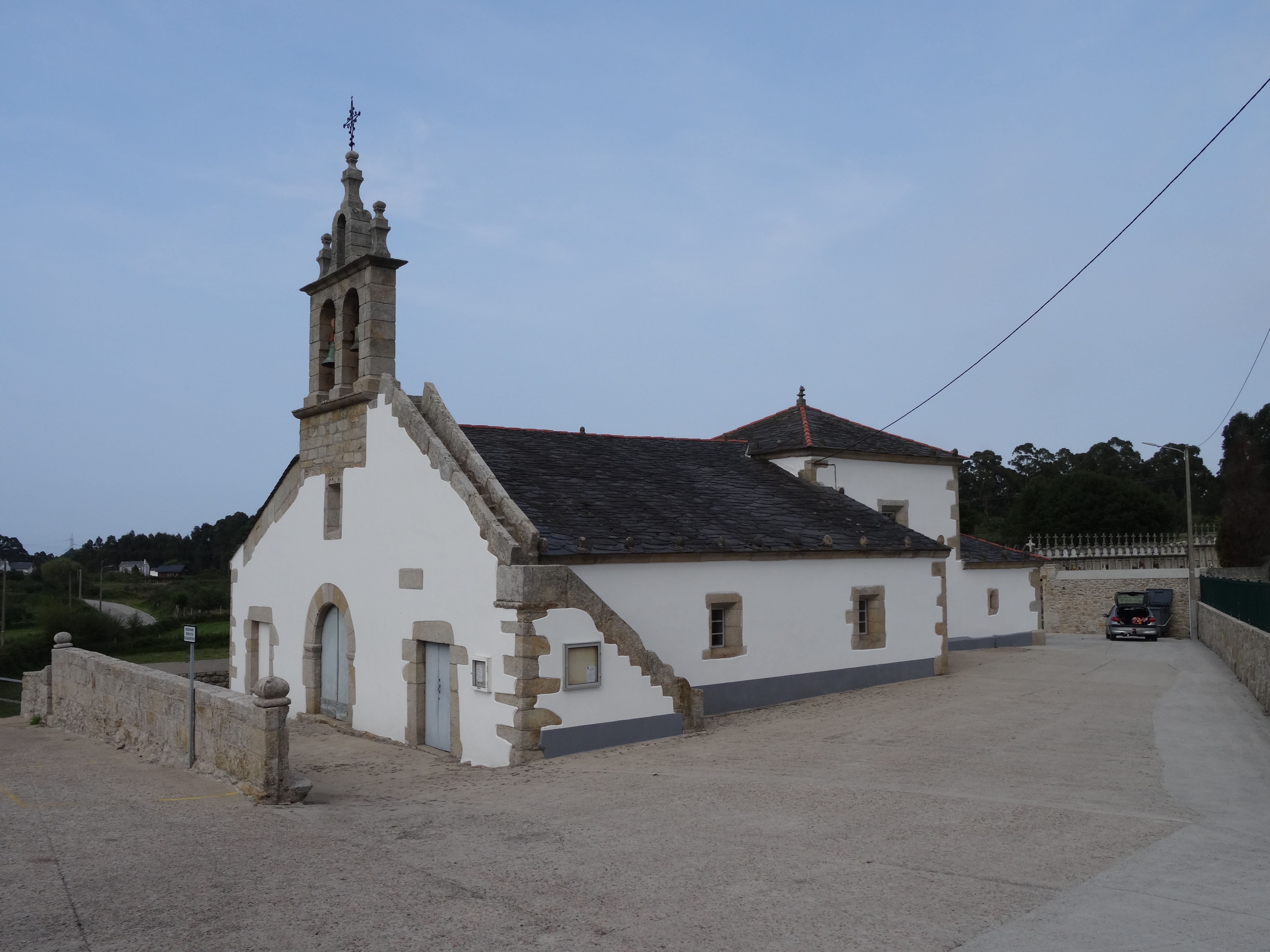
Kirche San Clemente de Morás

Die Kirche von 1747 ist mit Holz gedeckt und hat ein Hauptschiff und zwei Nebenschiffe, ein Querschiff, eine Hauptkapelle und eine Sakristei. Ein Portikus, der von drei Säulen getragen wird, ist an der linken Wand des Kirchenschiffs angebaut. Die Kirche hat einen kleinen Turm auf zwei Ebenen, die von einer Kuppel abgeschlossen wird. Im Inneren befindet sich ein barocker Altaraufsatz. Von diesem Ort aus lassen die Bewohner von Morás im Monat Mai die Bilder in einer Prozession zum Ort Portiño herab, um die liebe Frau auf dem Berge Karmel und den heiligen Antonius von Padua zu ehren.
- Kapelle Nosa Señora das Dores

Sie befindet sich in Privatbesitz. Ihr Bau weist einen rechteckigen Grundriss und Wände aus Werksteinen auf. Satteldach aus Holzrahmen. Ein Oculus über dem Haupteingang sorgt für die Innenbeleuchtung. Der Glockengiebel mit einer Glocke ist einstöckig und endet in einem Steinkreuz. Die Kirche birgt ein Altarbild im Rokoko-Stil.
- Kapelle San Vicente (in Rigueira)

Kapelle mit einem rechteckigen Kirchenschiff und Wänden aus Mauerwerk so gebleicht, dass edle Elemente in Quader in den Öffnungen und Gesimsen unbedeckt bleiben. Der Sturz des Haupteingangs ist gebogen. In der Kapelle befindet sich eine schöne Schnitzerei einer Madonna mit Kind im Arm aus polychromem Holz aus dem 15. Jahrhundert.
- Kapelle San Pedro Fiz

Die Kapelle mit einem rechteckigen Grundriss wurde im 17. Jahrhundert errichtet. An der Fassade präsentiert sie den Haupteingang mit einem Segmentbogen und einen Glockengiebel. Das Innere birgt ein Renaissance-Altarbild mit Bildern aus dem 16., 17. und 18. Jahrhundert.

## Wirtschaft
| Ackerbau, Viehzucht und Fischerei                                                  | 0250  | 019,05 |
| Industrie                                                                          | 0190  | 014,48 |
| Bauwirtschaft                                                                      | 0108  | 08,23  |
| Dienstleistungsbetriebe                                                            | 0764  | 058,23 |
| Total                                                                              | 1.312 | 100,00 |
| * Daten aus dem Statistischen Amt für Wirtschaftliche Entwicklung in Galicien, IGE |       |        |

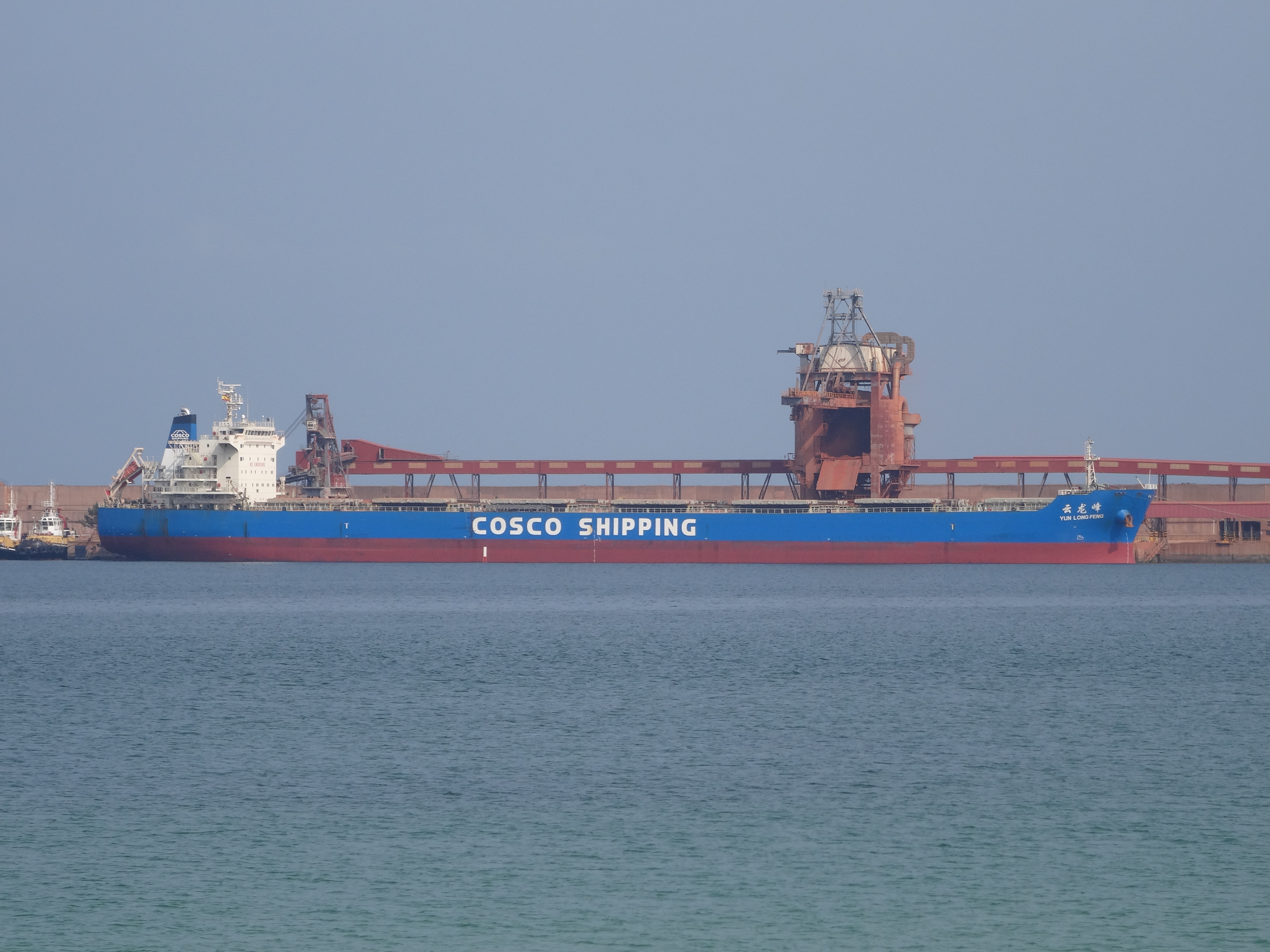
Schiff an der Aluminium-Anlage

Die Gemeinde verfügt über eine reiche ländliche Landschaft, ist aber auch stark in die fortschreitende Industrialisierung eingetaucht, die durch die Installation der Aluminium-Produktion ausgelöst wurde. Der Industriekomplex Alcoa San Ciprián, der 1980 in den Gemeinden Cervo und Xove errichtet wurde, umfasst zwei verschiedene Anlagen: die Tonerderaffinerie und die primäre Aluminiumraffinerie. Alcoa San Ciprián beschäftigt direkt etwa 1.050 Mitarbeiter, etwa 450 in der Tonerdefabrik und fast 600 in der Aluminiumfabrik.

## Verkehr
Die Hauptverbindungsstraße ist die Provinzstraße LU-862, die durch eine parallele Schnellstraße ergänzt wird. Sie durchqueren das Gemeindegebiet von Ost nach West und führen an der Küste entlang, westwärts bis in die Provinz A Coruña hinein, ostwärts bis zum Anschluss an die Nationalstraße N-642. Die Landstraße LU-P-2604 durchquert das Gebiet der Gemeinde von Nord nach Süd und verlässt es schließlich in Richtung der westlichen Nachbargemeinde Viveiro.